# جمعية المحافظة على القرآن الكريم (الأردن)
جمعية المحافظة على القرآن الكريم (بالإنجليزية: The Conservation of the Holy Quran Society)‏ جمعية أردنية تأسست في العام 1991 بغرض تحقيق جملة من الأهداف في مجال العمل القرآني، تتبع حاليًا لوزارة الأوقاف والشؤون المقدسات الإسلامية في الأردن. يتبع للجمعية اثنان وأربعون فرعاً، كما يتبع للفروع 1000 مركزاً لتحفيظ القرآن الكريم وتدريس علومه. وتعد الجمعية المؤسسة الأولى أردنيًا والرابعة عربيًا التي تطبع المصحف بطريقة بريل للمكفوفين وتوزعه على من يطلبه منهم مجانًا.

## التاريخ
تأسست في العام 1991 بجهود ثلة من العلماء وأهل الخير والمهتمين بشؤون القرآن الكريم وبترخيص من وزارة الثقافة الأردنية، كان الغرض من إنشاءها العناية بالقرآن الكريم وأهله والمقبلين عليه من مختلف الأعمار بالإضافة لجملة من الأهداف الأخرى في مجال العمل القرآني، لتصبح بعد ذلك أول جمعية متخصصة ورائدة في خدمة القرآن الكريم، تعليمًا وتحفيظًا وتجويدًا وتدبّرًا، إذ يتبع لها حاليًا أكثر من ألف مركز قرآني، وأصبحت تتابع أعمالها من خلال وزارة الأوقاف والشؤون المقدسات الإسلامية.

## أهداف وإنجازات

### الرسالة
| « | تعليم القرآن الكريم وتحفيظه ونشر الثقافة القرآنية وتنظيم جهودها عبر توفير بيئة محفزّة للعطاء والإبداع والانفتاح على المجتمع والتعاون مع الجهات ذات العلاقة، طاعًة لله تعالى وإسهامًا في بناء الهوية الحضارية للوطن والأمة | » |

### الرؤية
| « | الروّاد في تعليم القرآن الكريم وتحفيظه. | » |

### أهداف
- التوعية بأهمية حفظ القرآن الكريم ودراسة علومه.
- إقامة الدورات لتعليم ترتيل القرآن الكريم وتجويده حسب القراءات.
- تأسيس الفروع والمراكز لتعليم القرآن الكريم وتحفيظه في مدن الأردن وقراه وبواديه.
- تأليف وتبني طباعة المؤلفات المتعلقة بالقرآن الكريم وعلومه والقيام بنشرها.
- الإسهام في توزيع المصاحف الشريفة داخل الأردن وخارجه.[1]

### إنجازات
- ساهمت بشكلٍا كبير في نشر علوم القرآن وأوجدت اهتمامًا لدى المجتمع في تعلّم علومه وحفظه وحثت على الاختصاص في جوانب محددة من علوم التجويد والقراءات.
- انتشرت فروعها ومراكزها وخرّجت آلاف الحفظة والمُجازين، وتخصصت في المجال القرآني لتصبح مرجعٍا في تحصيل الخبرة في هذا المجال.
- تعمل على عقد المؤتمرات والملتقيات القرآنية، وتنظّم المسابقات الخاصة بحفظ القرآن أو أجزاء منه.
- الجمعية عضو اتحاد الناشرين الأردنيين والناشرين العرب، وأصدرت نحو (110) كتب في مجال الدراسات القرآنية، والعديد من المناهج التعليمية والتربوية، وتشارك في معارض الكتب الدولية في العواصم العربية، كما لها اهتمامات بذوي الاحتياجات الخاصة فطبعت المصحف وكتاب المنير في علم التجويد ومعاني كلمات القرآن بطريقة بريل للمكفوفين، وأنتجت تفسير القرآن الكريم بلغة الإشارة للصم والبكم.
- انتشر عددٌ مِن طلبتها ومعلّميها في عدد مِن دول العالم، واعتُمدت إصداراتها ومناهجها التربوية في عددٍا من المؤسسات القرآنية والتربوية حول العالم سواء الدول العربية والأجنبية.

## مجلس إدارة الجمعية
- أ.د محمد خازر المجالي (رئيس الجمعية )
- أ.د علي محمد الصوا (نائب الرئيس)
- أ.د سليمان الدقور (الأمين العام).
- أ.محامي منير فتحي مرعي (أمين المال).
- أ.د بسام علي العموش (عضو).
- أ.د أحمد خالد شكري (عضو).
- د. أحمد الرقب (عضو).
- د.محامي زيد جميل سرحان (عضو).
- د. يحيى أحمد حسين (عضو).
- أ.بسام الزبن (عضو).[1][3]

## الإصدارات
- كتاب المنير في أحكام التجويد
- مجلة الفرقان القرآنية